# Sleeps with Angels
Sleeps with Angels är ett musikalbum från 1994 av Neil Young och Crazy Horse. Det tillägnades Kurt Cobain, som avled tidigare samma år. Cobain hade i sitt avskedsbrev citerad en rad ur Neil Youngs låt  "My My, Hey Hey (Out of the Blue)". Albumet kom att bli Youngs sista samarbete med producenten David Briggs, som avled i slutet av 1995.

## Låtlista
Samtliga låtar skrivna av Neil Young, om inte annat anges.
1. "My Heart" - 2:44
2. "Prime of Life" - 4:04
3. "Driveby" - 4:44
4. "Sleeps With Angels" - 2:46
5. "Western Hero" - 4:00
6. "Change Your Mind" - 14:39
7. "Blue Eden" (Ralph Molina, Frank Sampedro, Billy Talbot, Neil Young) - 6:23
8. "Safeway Cart" - 6:32
9. "Train of Love" - 3:59
10. "Trans Am" - 4:07
11. "Piece of Crap" - 3:15
12. "A Dream That Can Last" - 5:29

Medverkande: Neil Young, Frank "Poncho" Sampedro, Billy Talbot och Ralph Molina.

## Listplaceringar
| Land           | Topplacering |
| -------------- | ------------ |
| Storbritannien | 2            |
| Sverige        | 2            |
| Norge          | 4            |
| USA            | 9            |
| Nederländerna  | 10           |
| Österrike      | 12           |
| Schweiz        | 13           |
| Nya Zeeland    | 17           |
| Australien     | 23           |